# Cañadón Seco
Cañadón Seco, également connue localement sous le nom de Cañadón, est une localité rurale argentine située dans le département de Deseado, dans la province de Santa Cruz. Elle a été intégrée en 1915. Avec la découverte de pétrole en 1944 dans les environs, un camp pétrolier s'est formé, qui est rapidement devenu une ville. Depuis, l'activité des hydrocarbures reste la principale source de subsistance de la localité, comme c'est le cas pour les villes de la région.

## Démographie
La localité compte 879 habitants (Indec, 2010), soit une augmentation de 19 % par rapport au précédent recensement de 2001 qui comptait 734 habitants.

## Religion
| Diocèse  | Río Gallegos               |
| -------- | -------------------------- |
| Paroisse | Nuestra Señora del Rosario |